# Străinul (film din 1964)
Străinul este un film românesc din 1964, regizat de Mihai Iacob după romanul omonim publicat în 1955 de Titus Popovici. Rolurile principale sunt interpretate de actorii Ștefan Iordache, Irina Petrescu, Șerban Cantacuzino, George Calboreanu, Ștefan Ciubotărașu, Fory Etterle, George Măruță și Gheorghe Dinică.

## Rezumat
În timpul celui de-al doilea război mondial, într-un oraș din Ardeal, Andrei Sabin (Ștefan Iordache) și Lucian Varga (Șerban Cantacuzino), doi elevi în clasa a VIII-a de liceu, se împrietenesc în ciuda diferențelor sociale dintre ei, primul fiind fiul unui muncitor ceferist (interpretat de Ștefan Ciubotărașu), iar cel de-al doilea fiind fiul unui avocat și nepotul unui senator. Amândoi se îndrăgostesc de Sonia (Irina Petrescu). Fata este inițial prietena lui Lucian, dar după ce-l cunoaște pe Andrei se îndrăgostește de acesta.
În urma unui discurs ținut la liceu, Andrei Sabin protestează împotriva participării României la război alături de Germania nazistă, fiind eliminat din toate școlile din țară. În ziua următoare, după ce participase în ziua anterioară la salvarea răniților unui bombardament aerian, Andrei este arestat de Siguranță. El este eliberat la intervenția senatorului Varga (George Calboreanu) care vede în el un potențial aliat în cazul ajungerii comuniștilor la putere. Tânărul este angajat ca muncitor la o fabrică din localitate, unde continuă să-și exprime nemulțumirea față de război și de pasivitatea clasei muncitoare.
Evenimentele se precipită, iar un grup de activiști comuniști, printre care și Gheorghe Jurcă (Gheorghe Dinică), unchiul lui Andrei, evadează din închisoare. Vestea arestării mareșalului Ion Antonescu și a întoarcerii armelor impotriva Germaniei determină o acțiune militară a armatei germane care refuză să depună armele. Activiștii comuniști conduși de Jurcă luptă cu arma în mână pentru a evita ca nemții să ocupe orașul. În acele lupte, Andrei este rănit.
Întors acasă după două săptămâni în care a zăcut în spital, Andrei află că mama sa a murit între timp. Familia Varga și Sonia revin în orașul pe care-l părăsiseră în timpul luptelor. Deși îl iubea pe Andrei, vizita făcută de ea și de preotul Potra (Fory Etterle) la familia lui determină o schimbare a atitudinii fetei. Făcând parte dintr-o familie avută și temându-se de greutățile vieții, Sonia alege să rămână alături de Lucian, care-i putea oferi o siguranță financiară. Clasa muncitoare în frunte cu comuniștii manifestă pentru schimbarea administrației orașului cu una condusă de muncitori. Deși Andrei dorește să se alăture celor care luptau cu arma în mână împotriva fasciștilor, Jurcă îi spune că este nevoie ca el să-și continue studiile, țara având mai mare nevoie de intelectuali: medici, ingineri etc. Andrei este maturizat brusc de ultimele evenimente și se află în rândul celor care manifestă pentru preluarea puterii de către clasa muncitoare.

## Distribuție
- Ștefan Iordache — elevul Andrei Sabin, fiul unui ceferist
- Irina Petrescu — eleva Sonia Mureșan, prietena lui Lucian, originară din Cluj
- Șerban Cantacuzino — elevul Lucian Varga, fiul avocatului Salvator Varga
- George Calboreanu — senatorul țărănist Varga, tatăl avocatului Salvator și bunicul lui Lucian
- Ștefan Ciubotărașu — muncitorul ceferist Octavian Sabin, tatăl lui Andrei (menționat Ștefan Ciobotărașu)
- Fory Etterle — preotul greco-catolic Potra, profesorul de limba latină
- George Măruță — avocatul Salvator Varga, industriaș, tatăl lui Lucian
- Gheorghe Dinică — activistul comunist Gheorghe Jurcă, unchiul lui Andrei
- Corina Constantinescu — Ana Sabin, mama lui Andrei
- Costache Antoniu — profesorul S. Gridan, dirigintele clasei
- Nae Roman — profesorul de muzică Corian
- Marina Bașta — soția avocatului Varga (menționată Mariana Basta)
- Nicu Antoniu
- Nucu Mihuță — directorul liceului
- George Demetru — generalul, prefectul județului
- Nucu Păunescu — medicul militar
- Romeo Lăzărescu
- Titus Gurgulescu (menționat Titi Gurgulescu)
- Victor Ionescu
- Gheorghe Șimonca — elevul antisemit Suciu, huligan țărănist (menționat Gh. Simonca)
- Neamțu Ottonel — politicianul țărănist Honoriu, prietenul senatorului Varga
- C. Cristel
- Siviu Gurău
- Mariana Pojar
- Cleopatra Melidoneanu — Lola, amanta avocatului Varga
- Vasile Florescu
- Oana Diamandi
- Lucia Rîpeanu
- Constantin Rauțchi — vânzătorul de ziare (menționat C. Rauțki)
- Sorin Gheorghiu
- Constantin Codrescu — inginerul de la U.V.A.
- Ion Anghel — muncitor la U.V.A., activist comunist
- Romulus Bărbulescu
- Olimpia Didilescu
- Viorica Popescu
- Constantin Guriță
- Hans Krauss (menționat Krauss Hans)
- C. Adamovici
- S. Neagrău
- Florin Blănărescu
- C. Atanasiu
- Mihai Drăgoi
- Constantin Lipovan
- Heda Hîrjeu
- C. Duicu
- Iulian Copacea (menționat I. Copacea)
- George Ivașcu
- Ion Negoescu
- Gheorghe Manole (menționat Gh.Manole)

## Producție
Scenariul filmului a fost scris de Titus Popovici, pe baza romanului omonim pe care-l publicase în 1955.
Filmul Străinul a intrat în faza de producție la 25 ianuarie 1963. Filmările au avut loc în perioada 15 mai – 28 septembrie 1963, cadrele exterioare fiind filmate în orașul Arad, iar cele interioare la Buftea. Cadrele filmate în Arad surprind mai multe locuri, dintre care unele nu mai există în prezent. S-a filmat la Liceul Moise Nicoară, Ghiba Birta, Bd. Revoluției, malul Mureșului, Aradul Nou, Pod Traian, Vechiul Viaduct Grădiște, Primărie, Centru și - chiar - la 3 Insule. Sunt prezentate anumite fapte reale petrecute în Arad, cum ar fi devastarea sediului Partidului Național Țărănesc din Arad de către bandele lui Iosif Nedici (1945).
Regizori secunzi au fost Gică Gheorghe și Nicolae Corjos. La producția filmului au mai contribuit Șt. Zamfirescu, Gheorghe Pîrîu și Georgeta Săvescu (șefi producție). Filmul a fost realizat cu sprijinul oamenilor muncii din orașul Arad și cu concursul Ministerului Forțelor Armate; consilier militar a fost maiorul I. Bratu. Muzica a fost interpretată de Orchestra Simfonică a Cinematografiei dirijată de Paul Popescu. Efectele pirotehnice au fost realizate de V. Dincă.
Străinul a reprezentat filmul de debut al actorilor Ștefan Iordache și Gheorghe Dinică.
Filmul a fost realizat pe peliculă alb-negru și are o lungime de 4500 de metri utili. Cheltuielile de producție s-au ridicat la 10.400.000 lei.

## Recepție
Filmul Străinul a avut parte de un mare succes la public, fiind vizionat de 4.425.948 de spectatori la cinematografele din România, după cum atestă o situație a numărului de spectatori înregistrat de filmele românești de la data premierei și până la data de 31.12.2007 alcătuită de Centrul Național al Cinematografiei.
Criticul Tudor Caranfil a dat filmului trei stele din cinci și a făcut următorul comentariu: „Andrei și Lucian, elevi în ultima clasă, sunt prieteni la cataramă, și amândoi țin la Sonia. Fiu de ceferist, Andrei nu-și găsește loc în lumea sa. Irina îl iubește, dar tentația comodității o apropie de Lucian, care e bogat. Ecranizat cu aceeași promptitudine ca și «Setea», cel de-al doilea roman al lui Titus Popovici scenarizat, de către autor (Pr. Mamaia), îi reafirmă calități cinematice care le stimulează excelente compoziții tuturor interpreților, propulsând cariera lui Șt. Iordache și Gheorghe Dinică. Pr. Spec. Juriu Mamaia și Pr. imagine lui Viorel Gheorghe Todan.”

## Premii
- Premiul special al juriului la Festivalul Național al filmului de la Mamaia (1964)
- Premiul pentru interpretare masculină la Festivalul Național al filmului de la Mamaia (1964) - pentru Ștefan Ciubotărașu[6]
- Premiul pentru interpretare feminină la Festivalul Național al filmului de la Mamaia (1964) - pentru Irina Petrescu[7]
- Mențiunea specială a juriului la Festivalul Internațional de Film de la Karlovy Vary (1964) - pentru Ștefan Iordache[8]